# Palamós CF
Palamós CF is een Spaanse voetbalclub uit Palamós in de regio Catalonië. De club heeft als thuisstadion het Nou Estadi.

## Geschiedenis
Palamós CF werd in 1898 opgericht door Gaspar Matas onder de naam Palamós Foot-Ball Club. Het is de oudste voetbalclub van Catalonië en een van de oudste voetbalclubs van Spanje. In de loop der jaren veranderde de clubnaam verschillende keren: de club heette van 1926 tot 1941 Palamós Sport Club, van 1941 tot 1954 Palamós Club de Futbol, van 1954 tot 1974 Palamós Sociedad Cultural en sinds 1974 draagt Palamós CF de huidige naam. De club speelde in totaal zes seizoenen in de Segunda División A en vier jaar in de Segunda División B. De overige seizoen was Palamós CF actief in lagere divisies. In het seizoen 1991/1992 won de club de Copa de Catalunya door een 3-1-overwinning op UE Lleida in de finale. In het seizoen 1994/1995 was Palamós verliezend finalist in de bekertoernooi. RCD Espanyol won destijds met 3-1.

## Gewonnen prijzen
- Copa de Catalunya: 1991/1992

## Bekende spelers
- David Belenguer
- José Emilio Guerra
- Antoni Lima
- Juan Epitié
- / Vladislav Lemish